# Resolutie 2090 Veiligheidsraad Verenigde Naties
Resolutie 2090 van de Veiligheidsraad van de Verenigde Naties werd unaniem door de VN-Veiligheidsraad aangenomen op 13 februari 2013 en verlengde het VN-kantoor in Burundi met één jaar.
Volgend op de stemming stelde de Burundese vertegenwoordiger bij de VN ontevreden te zijn over de resolutie. Hij vond dat er enkel oog was voor problemen als politieke moorden en gebrek aan vrijheid terwijl het rapport van de secretaris-generaal over Burundi toch gewag maakte van grote vooruitgang.

## Achtergrond
Na Burundi's onafhankelijkheid van België in 1962 werd het land een monarchie. In 1966 werd de koning in een staatsgreep vervangen door een president. Toen de voormalige koning in 1972 vermoord werd brak een burgeroorlog uit tussen Tutsi's en Hutu's in het land. Daarna losten de dictators elkaar met opeenvolgende staatsgrepen af. Begin 1994 kwam de president samen met zijn Rwandese collega om het leven toen hun vliegtuig werd neergeschoten. Daarop brak in beide landen een burgeroorlog uit tussen Hutu's en Tutsi's waarbij honderdduizenden omkwamen. In 2000 werd een overgangsregering opgericht en pas in 2003 kwam die een staakt-het-vuren overeengekomen met de rebellen. In juni 2004 kwam een VN-vredesmacht die tot 2006 bleef. Hierna volgden echter wederom vijandelijkheden tot in augustus 2008 opnieuw een staakt-het-vuren werd getekend.

## Inhoud

### Waarnemingen
Ondanks inspanningen van de Burundese overheid bleven de mensenrechten in dat land een zorgenkind. Zo vonden executies plaats buiten justitie om, werden gevangenen mishandeld en gemarteld, waren vrijheid, persvrijheid, vrijheid van meningsuiting en vereniging en oppositie beperkt en waren er intimidaties door jeugdgroeperingen. In verschillende delen van het land werden nog steeds burgers en veiligheidsmensen aangevallen en waren er paramilitaire activiteiten.

### Handelingen
Het mandaat van het VN-kantoor BNUB werd tot 15 februari 2014 verlengd. Het kantoor moest de Burundese overheid bijstaan en versterken. Die overheid bleef wel eindverantwoordelijke voor de vrede, veiligheid en ontwikkeling in Burundi. Ze moest ook zorgen dat alle partijen, ook die van de oppositie, konden deelnemen aan de verkiezingen in 2015.

## Verwante resoluties
- Resolutie 1959 Veiligheidsraad Verenigde Naties (2010)
- Resolutie 2027 Veiligheidsraad Verenigde Naties (2011)
- Resolutie 2137 Veiligheidsraad Verenigde Naties (2014)
- Resolutie 2248 Veiligheidsraad Verenigde Naties (2015)

Lijst ·  2086 ·  2087 ·  2088 ·  2089 ·  2090 ·  2091 ·  2092 ·  2093 ·  2094 ·  2095 ·  2096 ·  2097 ·  2098 ·  2099 ·  2100 ·  2101 ·  2102 ·  2103 ·  2104 ·  2105 ·  2106 ·  2107 ·  2108 ·  2109 ·  2110 ·  2111 ·  2112 ·  2113 ·  2114 ·  2115 ·  2116 ·  2117 ·  2118 ·  2119 ·  2120 ·  2121 ·  2122 ·  2123 ·  2124 ·  2125 ·  2126 ·  2127 ·  2128 ·  2129 ·  2130 ·  2131 ·  2132